# Буковиця (Любуське воєводство)
Буковиця (пол. Bukowica) — село в Польщі, у гміні Неґославиці Жаґанського повіту Любуського воєводства.
Населення — 181 особа (2011).
У 1975-1998 роках село належало до Зеленогурського воєводства.

## Демографія
Демографічна структура станом на 31 березня 2011 року:
|          | Загалом | Допрацездатний вік | Працездатний вік | Постпрацездатний вік |
| -------- | ------- | ------------------ | ---------------- | -------------------- |
| Чоловіки | 88      | 21                 | 59               | 8                    |
| Жінки    | 93      | 25                 | 47               | 21                   |
| Разом    | 181     | 46                 | 106              | 29                   |